# Traszka korsykańska
Traszka korsykańska (Euproctus montanus) – gatunek płaza ogoniastego z rodziny salamandrowatych (Salamandridae), występujący endemicznie na francuskiej wyspie Korsyce. Dorasta do 10 cm długości i cechuje się zmiennym ubarwieniem. Gatunek ten zasiedla cieki wodne na obszarach pagórkowatych oraz górzystych. Samica składa 20–35 jaj, które przyczepiane są do kamieni. Gatunek najmniejszej troski w związku z przypuszczalnie dużą i stabilną populacją.

## Wygląd
Dorasta do 8–10 cm długości. Głowa jest dłuższa niż szersza, spłaszczona, a pysk zaokrąglony. Ogon jest dłuższy niż reszta ciała u samców i krótszy u samic. Parotydy wyraźnie zaznaczone (szczególnie u samców). Ubarwienie zmienne – grzbiet zazwyczaj ciemnobrązowy, ale może być również ciemnozielony, złoty, brązowy lub srebrny – występują też różne wzory plamek. Na środku grzbietu widoczna jest również żółta lub pomarańczowa linia – zazwyczaj jaśniejsza u młodych osobników. Brzuch oraz gardło mają barwę białą, szarą lub żółtawą. Kończyny stosunkowo krótkie.

## Zasięg występowania i siedlisko
Występuje wyłącznie na francuskiej wyspie Korsyce. Zasięg rozciąga się od miejscowości Oletty na północy do Montagne de Cagna na południu oraz od miejscowości San-Giuliano na wschodzie do Golfe de Girolata na zachodzie. Występuje od poziomu morza do wysokości bezwzględnej 2260 m n.p.m. Zasięg wynosi 9791 km². Płaz ten jest najczęściej spotykany na wysokościach bezwzględnych 600–1500 m n.p.m. Zasiedla strumienie, rzeki oraz stawy na obszarach pagórkowatych oraz górzystych. Sąsiadujące tereny charakteryzują się makią, lub drzewami takimi jak dąb, brzoza lub kasztan. Gatunek ten żywi się wodnymi bezkręgowcami.

## Rozmnażanie i rozwój
Gatunek ten hibernuje na ziemi, zazwyczaj od października do marca. Na mniejszych wysokościach bezwzględnych gatunek ten rozmnaża się w dwóch okresach – od marca do czerwca oraz od września do października. Wraz ze zwiększającą się wysokością bezwzględną, okresy godowe zbliżają się do siebie w czasie, aż w końcu zlewają się w jeden okres godowy od lipca do sierpnia na największych wysokościach bezwzględnych. Do kopulacji dochodzi zazwyczaj na lądzie – samiec przytrzymuje szczęką ogon samicy, a następnie oplata własny ogon wokół jej ciała w pobliżu kloaki. Następnie samiec ustawia swoją kloakę blisko kloaki samicy i używa kończyn tylnych do skierowania maksymalnie dwóch spermatoforów do kloaki samicy. Kopulacja trwa do 4 godzin – jaja przyczepiane są pod kamieniami, a następnie pilnowane przez samicę. Samice składają 20–35 jaj (maksymalnie 60) na okres godowy. Gatunek ten może być w trakcie ewolucji rozwoju prostego naziemnego, co poparte jest następującymi obserwacjami:
- występowanie kopulacji naziemnej
- duże jaja bogate w żółtko
- długi rozwój embrionalny

Jaja mają średnicę 2,6–4,1 mm, a rozwój zarodka trwa 40–50 dni w temperaturze wody 15 °C. W tej temperaturze rozwój larw trwa 244–280 dni.

## Status
IUCN klasyfikuje traszkę korsykańską jako gatunek najmniejszej troski (LC) – pomimo stosunkowo niewielkiego zasięgu (9791 km²), płaz ten jest pospolity, a jego populacja stabilna. Gatunkowi może zagrażać fragmentacja siedliska, introdukcja drapieżnych ryb (takich jak pstrąg) do potoków oraz zanieczyszczenie wody. W przyszłości gatunek ten może być podatny na infekcje patogenicznym grzybem Batrachochytrium salamandrivorans, który zagraża dużej liczbie europejskich płazów ogoniastych, w tym spokrewnionej traszce sardyńskiej (Euproctus platycephalus).